# Mustique Airways
Mustique Airways ist eine Fluggesellschaft mit Sitz in St. Vincent und die Grenadinen.

## Flotte
Mit Stand Mai 2024 besitzt Mustique Airways vier Flugzeuge:
- 2 Aero Commander 500
- 2 Britten-Norman BN-2 Islander

## Ehemalige Flugzeugtypen
- 1 de Havilland Canada DHC-6